# 賽普拉斯山滑雪場
賽普拉斯山（英語：Cypress Mountain）是一座位於加拿大不列顛哥倫比亞西溫哥華的滑雪場，它位於賽普拉斯省立公園的南部，並根據公園使用許可證經營。
2010年冬季奧林匹克運動會單板滑雪和自由式滑雪項目在此舉行。

## 外部連結
- 賽普拉斯山